# Garmin-Slipstream/Saison 2009
Erfolge und Mannschaft des Teams Garmin-Slipstream in der Saison 2009.

## Saison 2009

### Erfolge beim UCI World Calendar
Bei den Rennen des  UCI World Calendar im Jahr 2009 gelangen dem Team nachstehende Erfolge.
| Datum         | Rennen                      | Sieger                |
| 11. März      | 4. Etappe Paris–Nizza       | Christian Vande Velde |
| 13. März      | 3. Etappe Tirreno–Adriatico | Tyler Farrar          |
| 16. August    | Vattenfall Cyclassics       | Tyler Farrar          |
| 19. August    | 1. Etappe Eneco Tour        | Tyler Farrar          |
| 20. August    | 2. Etappe Eneco Tour        | Tyler Farrar          |
| 22. August    | 4. Etappe Eneco Tour        | Tyler Farrar          |
| 9. September  | 11. Etappe Vuelta a España  | Tyler Farrar          |
| 11. September | 12. Etappe Vuelta a España  | Ryder Hesjedal        |
| 19. September | 20. Etappe Vuelta a España  | David Millar          |

### Erfolge in den Continental Circuits
Bei den Rennen des UCI Continental Circuits gelangen dem Team nachstehende Erfolge.
| Datum            | Rennen                                       | Kat. | Sieger                |
| 1. Februar       | 1. Etappe Tour of Qatar                      | 2.1  | Mannschaftszeitfahren |
| 16. Februar      | 2. Etappe Kalifornien-Rundfahrt              | 2.HC | Thomas Peterson       |
| 2. April         | 3b. Etappe Driedaagse van De Panne-Koksijde  | 2.HC | Bradley Wiggins       |
| 12. Juni         | 1. Etappe Delta Tour Zeeland                 | 2.1  | Tyler Farrar          |
| 12.–14. Juni     | Gesamtwertung Delta Tour Zeeland             | 2.1  | Tyler Farrar          |
| 26. Juni         | Kanadischer Meister – Einzelzeitfahren       | NC   | Svein Tuft            |
| 8. August        | 4. Etappe Burgos-Rundfahrt                   | 2.HC | Tom Danielson         |
| 28. August       | US-amerikanischer Meister – Einzelzeitfahren | NC   | David Zabriskie       |
| 6. September     | Britischer Meister – Einzelzeitfahren        | NC   | Bradley Wiggins       |
| 11. September    | 5. Etappe Tour of Missouri                   | 2.HC | David Zabriskie       |
| 12. September    | 1. Etappe Tour of Britain                    | 2.1  | Christopher Sutton    |
| 7.–13. September | Gesamtwertung Tour of Missouri               | 2.HC | David Zabriskie       |
| 1. Oktober       | 1. Etappe Circuit Franco-Belge               | 2.1  | Tyler Farrar          |
| 2. Oktober       | 2. Etappe Circuit Franco-Belge               | 2.1  | Tyler Farrar          |
| 1.–4. Oktober    | Gesamtwertung Circuit Franco-Belge           | 2.1  | Tyler Farrar          |
| 13. Oktober      | 2. Etappe Herald Sun Tour                    | 2.1  | Christopher Sutton    |
| 14. Oktober      | 3. Etappe Herald Sun Tour                    | 2.1  | Christopher Sutton    |
| 15. Oktober      | 4. Etappe Herald Sun Tour                    | 2.1  | Christopher Sutton    |
| 16. Oktober      | 5. Etappe Herald Sun Tour                    | 2.1  | Bradley Wiggins       |
| 11.–17. Oktober  | Gesamtwertung Herald Sun Tour                | 2.1  | Bradley Wiggins       |

### Zugänge – Abgänge
| Zugänge               | Team 2008              | Abgänge                       | Team 2009                 |
| --------------------- | ---------------------- | ----------------------------- | ------------------------- |
| Bradley Wiggins       | Team Columbia          | Christophe Laurent            | Agritubel                 |
| Hans Dekkers          | Mitsubishi-Jartazi     | Jonathan Patrick McCarty      | OUCH-Maxxis               |
| Ricardo van der Velde | Rabobank Continental   | Magnus Bäckstedt (bis 06.02.) | Magnus Maximus Coffee.com |
| Cameron Meyer         | Southaustralia.com-AIS |                               |                           |
| Christian Meier       | Symmetrics             |                               |                           |
| Svein Tuft            | Symmetrics             |                               |                           |

### Mannschaft
| Name                  | Geburtstag         | Nationalität           |              |
| --------------------- | ------------------ | ---------------------- | ------------ |
| Blake Caldwell        | 27. März 1984      | Vereinigte Staaten     |              |
| Steven Cozza          | 3. März 1985       | Vereinigte Staaten     |              |
| Tom Danielson         | 13. März 1978      | Vereinigte Staaten     |              |
| Julian Dean           | 28. Januar 1975    | Neuseeland             |              |
| Hans Dekkers          | 7. August 1981     | Niederlande            |              |
| Jason Donald          | 30. Januar 1980    | Vereinigte Staaten     |              |
| Timothy Duggan        | 14. November 1982  | Vereinigte Staaten     |              |
| Huub Duyn             | 1. September 1984  | Niederlande            |              |
| Lucas Euser           | 5. Dezember 1983   | Vereinigte Staaten     |              |
| Tyler Farrar          | 2. Juni 1984       | Vereinigte Staaten     |              |
| Michael Friedman      | 19. September 1982 | Vereinigte Staaten     |              |
| William Frischkorn    | 10. Juni 1981      | Vereinigte Staaten     |              |
| Ryder Hesjedal        | 9. Dezember 1980   | Kanada                 |              |
| Trent Lowe            | 8. Oktober 1984    | Australien             |              |
| Martijn Maaskant      | 27. Juli 1983      | Niederlande            |              |
| Daniel Martin         | 20. August 1986    | Irland                 |              |
| Christian Meier       | 21. Februar 1985   | Kanada                 |              |
| Cameron Meyer         | 11. Januar 1988    | Australien             |              |
| David Millar          | 4. Januar 1977     | Vereinigtes Königreich |              |
| Danny Pate            | 24. März 1979      | Vereinigte Staaten     |              |
| Kilian Patour         | 20. September 1982 | Frankreich             |              |
| Thomas Peterson       | 24. Dezember 1986  | Vereinigte Staaten     |              |
| Christopher Sutton    | 10. September 1984 | Australien             |              |
| Svein Tuft            | 9. Mai 1977        | Kanada                 |              |
| Ricardo van der Velde | 19. Februar 1987   | Niederlande            |              |
| Christian Vande Velde | 22. Mai 1976       | Vereinigte Staaten     |              |
| Bradley Wiggins       | 28. April 1980     | Vereinigtes Königreich |              |
| David Zabriskie       | 12. Januar 1979    | Vereinigte Staaten     |              |
| Stagiaires            | Stagiaires         | Nationalität           | Nationalität |
| Alex Howes            | Alex Howes         | Vereinigte Staaten     |              |